# Sorani
Le sorani (ou soranî) est un des trois dialectes kurdes. Il est parlé par une grande partie des Kurdes d'Iran et d’Irak, soit environ 30 % des kurdophones. Il s’agit d’une langue indo-européenne du groupe des langues iraniennes.

## Répartition géographique
Le sorani est parlé dans le nord du Kurdistan iranien et au Kurdistan irakien, où le Grand Zab le sépare des parlers kurmandji.
Ce dialecte tire son nom de celui de l'ancienne principauté de Soran, qui recouvrait une partie de l'habitat de ses locuteurs.

## La littérature soranî
Au cours du XVIIIe siècle, la principauté kurde des Baban, accroit de manière significative son territoire et sa puissance sur une grande partie du Kurdistan méridional. En 1784, elle bâtit sa nouvelle capitale, la ville de Silêmanî. Les princes décident de promouvoir leur propre dialecte, la langue de la région de Şahrezor, dont ils sont originaires, que l'on désignera plus tard sous le nom de soranî. Ils invitent à leur cour les artistes, les hommes de lettres et les poètes. Ils les incitent à abandonner le dialecte goranî, jusqu'alors privilégié par les lettrés du Kurdistan méridional et oriental, et à adopter à la place l'usage du dialecte que l'on dénommera ensuite comme le soranî. Les poètes de la cour des Baban commencent alors à traduire en soranî les monuments de la littérature orale produits en dialecte kurmancî. L'un des premiers poètes kurdes d'expression soranî est Elî Berdeşanî (? -1812). Le début du XIXe siècle voit éclore à la cour de Silêmanî « l’école poétique de Nalî » ou « l’école Babanî ». Cette école consacrera le kurde de Silêmanî comme langue littéraire et, bientôt, la langue littéraire kurde la plus importante par le nombre d’auteurs publiés dans cette langue. Le fondateur de cette école est Mela Xidrî Ehmedî Şaweysî Mîkaîlî ou Mela Xidrî Şahrezorî (1800-1856), connu sous le nom de Nalî. Un autre membre de cette «école » est Ebdul-Rehman Beg Sahibqiran (1805-?), qui écrit sous le nom de Selîm. Mais le développement de cette école va être freiné par la nouvelle politique des Ottomans, qui s'efforcent de liquider les principautés kurdes, entraînant une suite de révoltes, de répression et de massacres. Les poètes quittent Silêmanî. On peut encore mentionner Mistefa Sahibqiran (1800-1859). La poésie kurde soranî se développe, dès lors, au-delà des frontières de l’ancienne principauté des Baban : à Germiyan (Kirkûk), dans le Mukriyan.
Dans la seconde moitié du XIXe, naît une deuxième génération de poètes soranî. Silêmanî devient la première ville kurde à se doter d’une école non religieuse, la mektebî Ruşdiye, créée en 1868. Deux poètes de cette deuxième génération s’imposent : Hacî Qadir Koyî (1817-1897) et le cheikh Riza Talebanî (1835-1910). Hacî Qadir Koyî va faire le lien entre les Kurdes du Nord et ceux du sud en devenant précepteur des enfants de la famille des Bedirxan, alors en exil, et ses poèmes vont exprimer essentiellement les sentiments nationaux kurdes. Riza Talebanî, lui, introduit la satire dans la poésie kurde. Ses poèmes ne seront publiés qu'à partir de 1921. On peut encore mentionner Mehwî (nom de plume de Mela Mehmûd, 1830-1906), Herîq (Mela Salih, 1851-1907), Ebdullah Beg Ehmed Îbrahîm (dit Edeb, 1859-1916). La première poétesse kurde connue est Mah Şeref Xanim Kordestanî (1805-1847), dite aussi Mestûray Kordestanî, qui écrit principalement en persan mais aussi en kurde goranî.